# Акімов Борис Борисович
Бори́с Бори́сович Акі́мов (* 25 червня 1946, Відень) — артист балету, балетмейстер, Народний артист СРСР (1989), лауреат Державної премії СРСР, професор.

## Біографія
Народився 25 червня 1946 року у Відні (Австрія). В 1965 році закінчив Московське хореографічне училище. З 1965 по 1989 працював у Великому театрі. У 1979 році закінчив педагогічне відділення Державного інституту театрального мистецтва імені А. В. Луначарського. У 1980–1988 роках викладав на кафедрі хореографії ГІТІСу.
З 1989 року — педагог-балетмейстер Великого театру. Працював педагогом-балетмейстером в Лондонському театрі «Ковент Гарден», Міланському «Ла Скала», токійському балеті Асамі-Макі, Віденській державної опері, Гамбурзької державній опері, Баварської державної опері (Мюнхен), Королівському Датському балеті (Копенгаген), Паризькій національній опері, Маріїнському державному академічному театрі, балеті міста Базеля (Швейцарія), Національному балеті Голландії (Амстердам), Лондонській Королівській школі.
У 2000–2003 роках Борис Акімов був художнім керівником балетної трупи Великого театру. У 2001–2005 — професор кафедри чоловічого класичного і дуетної-класичного танцю Московської державної академії хореографії, у 2001–2002 — виконувач обов'язків ректора академії, в 2002–2005 — художній керівник академії.

## Звання та нагороди
- III премія Міжнародного конкурсу артистів балету у Варні (Болгарія) (1965)
- Премія Московського комсомолу (1974)
- Заслужений артист РРФСР (1976)
- Державна премія СРСР за виконання партії Сергія в балеті «Ангара» (1977)
- Премія Ленінського комсомолу (1978)
- Народний артист СРСР (1989)
- Нагороджений орденами «Знак пошани» (1980), Дружби (2005).